# Pamětní dvoueurové mince roku 2010

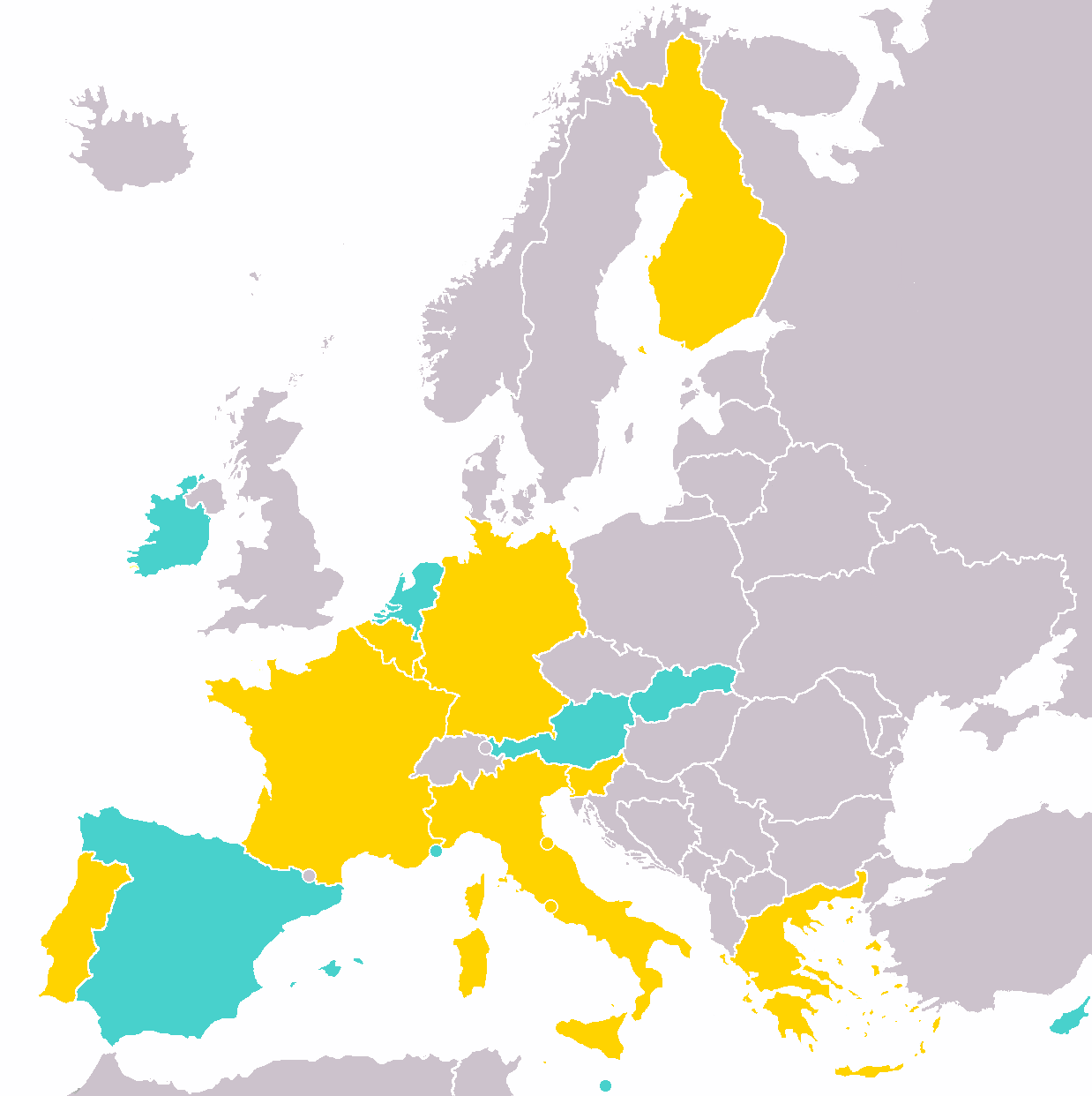
Dvě 2€ pamětní mince
Jedna 2€ pamětní mince
Žádná 2€ pamětní mince
jiný evropský stát

Pamětní dvoueurové mince jsou speciální mince měny euro, které mají připomínat významnou historickou událost či aktuální dění ve vydávající zemi. V roce 2010 vydalo národní dvoueurovou pamětní minci 12 států.
Evropská unie dovolila od roku 2004 jednotlivým státům eurozóny (a Monaku, San Marinu a Vatikánu) vydávat omezený počet vlastních pamětních oběžných euromincí, ale pouze v hodnotě dvou eur. Mince jsou oběžné, ale zvláště ty o nízkém počtu vydaných mincí se však v běžném platebním styku téměř nevyskytují nebo jen zřídka.

## Přehled mincí
| Vydávající stát | Událost | Množství   | Datum          | Popis |
| --------------- | --- | ---------- | -------------- | --- |
| Lucembursko     | Erb lucemburského velkovévody                                                                                      | 500 000    | leden 2010     | V levé vnitřní části mince je zobrazen vpravo orientovaný portrét velkovévody Henriho; napravo je velkovévodův erb, nad nímž je uveden letopočet „2010“ se značkami mincovny na obou stranách, přesahující mírně do vnějšího obvodu. Dole je uvedeno označení vydávající země „LËTZEBUERG“, přesahující mírně do vnějšího obvodu. Vnější obvod mince lemuje dvanáct hvězd evropské vlajky.                                        |
| Německo         | Radnice v Brémách, pátá mince ze série německých spolkových zemí                                                   | 30 000 000 | leden 2010     | Vnitřní část mince znázorňuje brémskou radnici, v popředí stojí Rolandova socha. Vpravo dole je umístěna legenda „BREMEN“, vlevo nahoře značka mincovny vyvedená písmenem A, D, F, G nebo J, zcela dole se nacházejí iniciály výtvarníka Bodo Broschata. Na vnějším obvodu mince je mezi dvanáct hvězd evropské vlajky vloženo označení vydávající země „D“ (nahoře) a letopočet „2010“ (dole).                                   |
| Španělsko       | Mešita-katedrála Córdobě                                                                                           | 8 000 000  | březen 2010    | Španělsko se rozhodlo od roku 2010 vydávat každý rok pamětní dvoueurovou minci s motivem jedné ze svých kulturních a přírodních památek zařazených na seznam světového dědictví UNESCO. První z těchto mincí ponese vyobrazení córdobské mešity. Vnitřní část mince zobrazuje interiér Velké mešity – katedrály v Córdobě. Vlevo je umístěna mincovní značka. Dole je uvedeno označení vydávající země a letopočet „ESPAÑA 2010“. |
| Slovinsko       | Výročí 200' let botanické zahrady v Lublani                                                                        | 1 000 000  | květen 2010    | Vnitřní část mince zobrazuje rostlinu hladnikovka pastiňákolistá. Vlevo pod rostlinou je v půlkruhu uveden její název „HLADNIKIA PASTINACIFOLIA“. V kruhu okolo zobrazení je text „SLOVENIJA 2010. 200 LET. BOTANIČNI VRT. LJUBLJANA.“ |
| Francie         | Výzva, kterou dne 18. června 1940 pronesl ve vysílání BBC z Londýna generál de Gaulle – zrod francouzského odboje. | 20 000 000 | červen 2010    | Vnitřní část mince zobrazuje generála de Gaulla v uniformě a bez pokrývky hlavy, jak před dobovým mikrofonem čte výzvu. Do výzvy je mistrně vložen název země – „RF“. Nahoře figuruje označení roku „2010“, pod ním pak „70 ANS“ (70 let) a „APPEL 18 JUIN“ (výzva z 18. června). |
| Belgie          | Belgické předsednictví Radě Evropské unie v druhém pololetí 2010                                                   | 5 000 000  | červen 2010    | Vnitřní strana mince zobrazuje logo připomínané události, tedy stylizovaná písmena „EU“ a „trio.be“. Nad obrázkem se nachází nápis „BELGIAN PRESIDENCY OF THE COUNCIL OF THE EU 2010“ a pod obrázkem trojjazyčné označení BELGIE BELGIQUE BELGIEN (nizozemsky, francouzsky a německy). Pod logem je umístěn letopočet 2010 se značkou mincovny po levé straně a značkou komisaře pro měnu po pravé straně.                        |
| San Marino      | 500 let od úmrtí Sandra Botticelli                                                                                 | 130 000    | 7. září 2010   | Vnitřní část mince zobrazuje Dobromyslnou (Eufrosyné), detail jedné ze tří tančících grácií volně inspirovaný obrazem Sandra Botticelliho Primavera (Alegorie jara). Nahoře je uveden rok „2010“. Nalevo je označení vydávající země „SAN MARINO“ a značka mincovny „R“, napravo iniciála autora Roberta Mauriho „m“. |
| Portugalsko     | 100. výročí založení portugalské republiky                                                                         | 2 035 000  | 7. září 2010   | Vnitřní část mince zobrazuje uprostřed portugalský státní znak a podobiznu „República“, což jsou dva reprezentativní symboly Portugalské republiky, obklopené nápisem „República Portuguesa – 1910–2010“, mincovní značkou „INCM“ a jménem autora „JOSE CÂNDIDO“. |
| Itálie          | 200 let od narození Camilla Bensa di Cavour                                                                        | 4 000 000  | 24. září 2010  | Na vnitřní straně mince uprostřed je vyobrazen detail portrétu italského státníka. Na levé straně se nachází nápis „CAVOUR“ a monogram Italské republiky „RI“. Na pravé straně je písmeno „R“, letopočty „1810“ a „2010“ a iniciály výtvarnice Claudie Momoni „C.M.“. |
| Vatikán         | Rok kněží, který vyhlásil papež na období od 19. 6. 2009 do 19. 6. 2010                                            | 115 000    | 12. října 2010 | Na vnitřní straně mince je vyobrazen pastýř vytahující jehně ze lví tlamy. Kolem vyobrazení jsou vyryty dva nápisy: vydávající stát „CITTA' DEL VATICANO“ nahoře a pod ním podnět „ANNO SACERDOTALE“. Vlevo od motivu je zobrazen rok „2010“, dole je značka mincovny „R“ a napravo jméno umělce „VEROI“. |
| Řecko           | 2500 let od bitvy u Marathónu                                                                                      | 2 500 000  | 25. října 2010 | Vnitřní část mince zobrazuje štít spolu s běžcem – bojovníkem, symbolizující boj o svobodu a vznešené ideály spojené s bitvou u Marathónu. Pták na štítu symbolizuje zrod západní civilizace v její současné podobě. Okolo vyobrazení je řecký text „ΜΑΡΑΘΩΝΑΣ/2500 ΧΡΟΝΙΑ/490 Π.Χ./2010 Μ.Χ.“ a název vydávajícího státu „ΕΛΛΗΝΙΚΗ ΔΗΜΟΚΡΑΤΙΑ“.                                                                                  |
| Finsko          | 150 let od zavedení finské marky do peněžního oběhu                                                                | 1 600 000  | 29. října 2010 | Na levé straně mince se nachází stylizovaný motiv lva ze státního znaku Finska a letopočet „2010“. Na pravé straně je mincovní značka a čísla symbolizující hodnoty mincí. V dolní části jsou uvedena písmena FI odkazující na vydávající stát. |